# Joaquín Pombo
Joaquín Pombo Streinberger (Lanús, 18 marzo 2001) è un calciatore argentino, difensore del Banfield in prestito dall'Independiente del Valle.

## Caratteristiche tecniche
Gioca al centro della difesa.

## Carriera
Pombo è cresciuto nel settore giovanile dell'Arsenal Sarandí, con cui ha debuttato in prima squadra il 16 aprile 2022 nell'incontro di Copa de la Liga Profesional pareggiato 3-3 contro il Central Córdoba (SdE). Ha segnato il suo primo gol la stagione seguente, decidendo la sfida del 2 giugno 2023 in Primera División contro il Boca Juniors.
Il 25 marzo 2024 è stato ceduto a titolo definitivo all'Independiente del Valle, club della prima divisione ecuadoriana.

## Statistiche

### Presenze e reti nei club
Statistiche aggiornate al 14 aprile 2024.
| Stagione        | Squadra                 | Campionato      | Campionato | Campionato | Coppe nazionali | Coppe nazionali | Coppe nazionali | Coppe continentali | Coppe continentali | Coppe continentali | Altre coppe | Altre coppe | Altre coppe | Totale | Totale | Totale |
| Stagione        | Squadra                 | Comp            | Pres       | Reti       | Comp            | Pres            | Reti            | Comp               | Pres               | Reti               | Comp        | Pres        | Reti        | Pres   | Reti   |        |
| --------------- | ----------------------- | --------------- | ---------- | ---------- | --------------- | --------------- | --------------- | ------------------ | ------------------ | ------------------ | ----------- | ----------- | ----------- | ------ | ------ | ------ |
| 2022            | Arsenal Sarandí         | PD              | 8          | 0          | CA+CdL          | 0+1             | 0               |                    | -                  | -                  |             | -           | -           | 9      | 0      |        |
| 2023            | Arsenal Sarandí         | PD              | 20         | 1          | CA+CdL          | 1+14            | 0               |                    | -                  | -                  |             | -           | -           | 35     | 1      |        |
| 2024            | Independiente del Valle | A               | 1          | 0          |                 | -               | -               | CL                 | 0                  | 0                  |             | -           | -           | 1      | 0      |        |
| Totale carriera | Totale carriera         | Totale carriera | 29         | 1          |                 | 16              | 0               |                    | 0                  | 0                  |             | -           | -           | 45     | 1      |        |